# 结核菌素试验

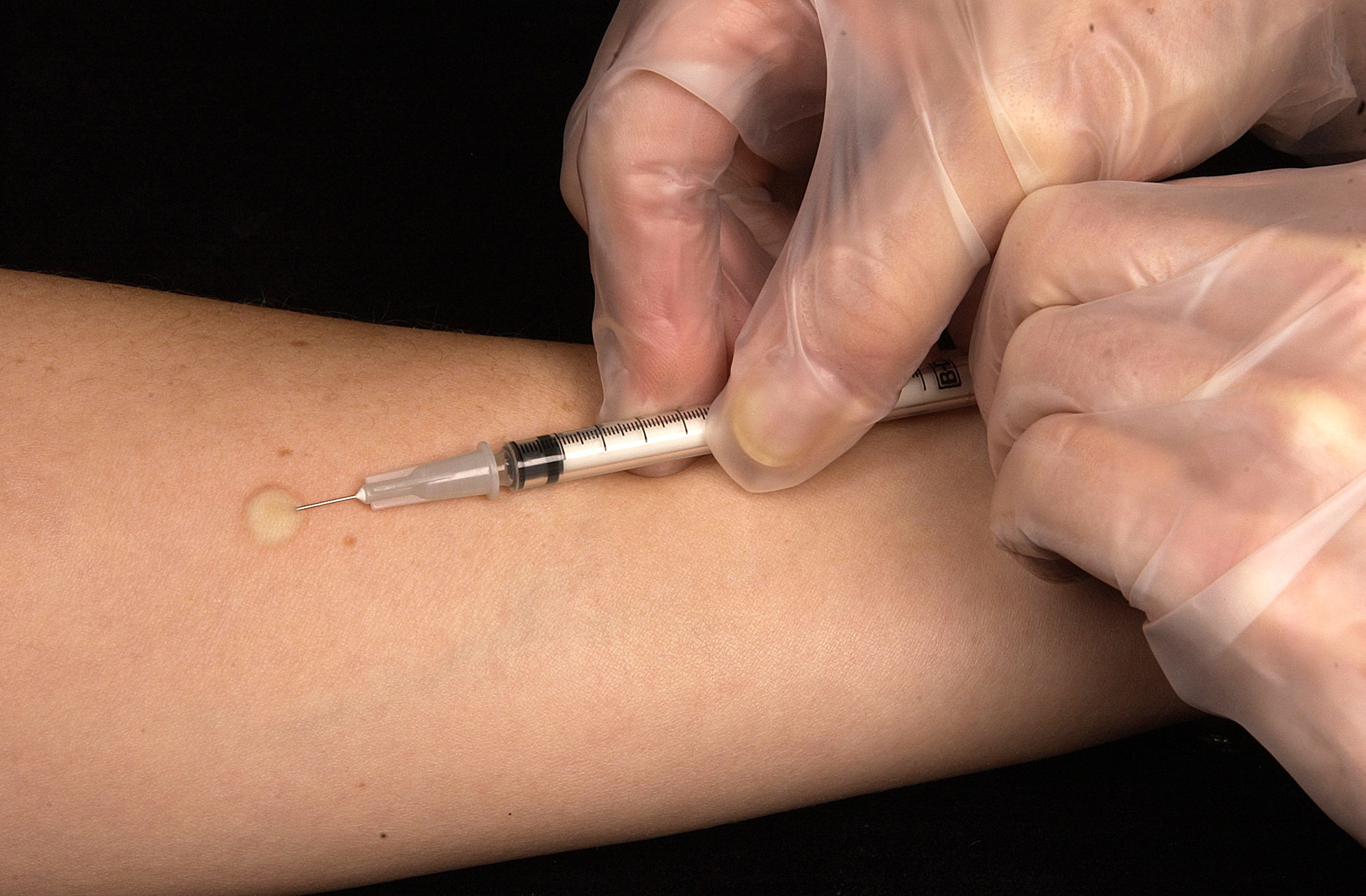
注射过程

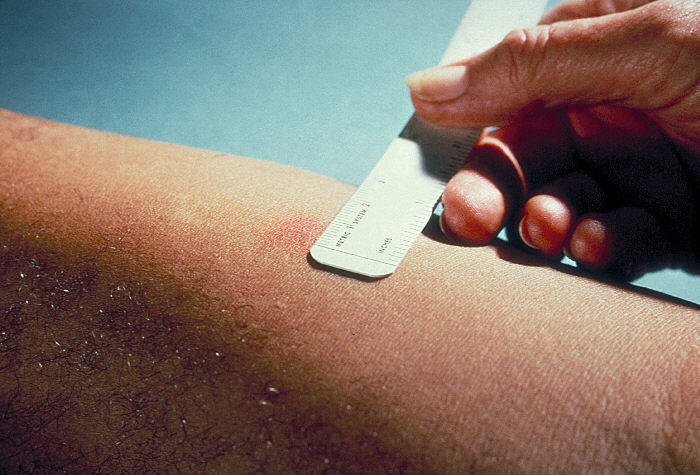
测量过程

结核菌素试验（也称为芒图试验、PPD试验）是一种诊断结核的工具。它是世界上两个主要结核菌素皮肤试验之一，在很大程度上取代了多种穿刺试验，如蒂内测试（Tine test）。 直到2005年， 英国还在使用霍夫测试（Heaf test），但现在也改用了结核菌素试验。结核菌素试验还在澳大利亚、加拿大、匈牙利、荷兰、葡萄牙、南非、美国等国家使用，并且这还是美国胸腔学会和美国疾病控制与预防中心所推荐使用的方法。它也被原苏联和现曾属于苏联的国家使用。

## 历史
结核菌素是结核杆菌的甘油提取物。PPD结核菌素是将结核杆菌灭活浓缩并且过滤后，从滤液中所获得的非种属特异性分子中的一种。它是由罗伯特·科赫在1890年第一次描述的。
在1939年，原苏联的M·A·林尼科娃创建了一种修改版的PPD，PPD-L。在1954年，原苏联开始批量生产PPD-L。
中国于1982年制成符合世界卫生组织规范的PPD，开始用于临床。

## 程序
标准剂量是5结核菌素单位（0.1毫升） ，进行皮内注射，并在48至72小时后观察结果。一个曾经暴露在病菌的人会显示出免疫反应。
这个测试的结果通过硬结（明显突起的硬化区）的直径（垂直于手臂）来反映。如果不存在任何硬结，结果应记录为0 mm。皮肤的红斑不应加以测量。
如果一个人有阳性的测试史，其他的测试是不需要的。

## 结果分类
测试结果的解释应慎重。阳性结果指示有结核的接触史。
- 下列情況中，5 mm或更大為陽性：
  - 艾滋病毒阳性
  - 最近曾接触过结核感染者
  - X線胸透顯示符合愈合結核的結節或纖維狀病變
  - 接受器官移植或其他存在免疫抑制者
- 下列情況中，10 mm或更大為陽性：
  - 近5年中曾经从高发病率国家返回
  - 静脉吸毒者
  - 高风险聚居区的居民及雇员（例如监狱、养老院、医院、收容所等）
  - 分枝杆菌实验室人员
  - 患有其他疾病而導致結核高風險，如：糖尿病、長期使用皮質類固醇、白血病、末期腎病（腎衰竭）、慢性吸收不良綜合症、體重過低等
  - 4岁以下兒童，或與高風險的成年人有接觸的儿童和青少年
- 下列情況中，15 mm或更大為陽性：
  - 無已知結核風險者

结核菌素测试转陽是定義為：無論年齡，2年期间內，硬結直徑增加10毫米或更多。

## 假阳性结果
非结核分枝杆菌可能造成假阳性结果。接种卡介苗可能也会导致多年以后的假阳性结果。 

## 两步测试
有些以前感染结核病的人在感染后数年进行测试时可能呈阴性，因为免疫系统的反应可能会逐渐减弱。这一初步皮肤试验，虽然是阴性的，但可能刺激身体的免疫系统，使后来的测试结果呈阳性。
使用两个步骤进行初步测试。这将确保今后如果试验呈阳性，可以解释为一个新的感染，而不是一个早先的感染的简单的反应。
- 第一次注射后48至72小时检查结果
  - 呈阳性，考虑感染者
  - 呈阴性，在1至3周后给予第二次测试
- 第二次注射后48至72小时检查结果
  - 呈阳性，考虑以前的感染
  - 呈阴性，考虑未感染[5]

一个通过两个步骤的测试被诊断为“感染”的人被称为“结核菌素转换”。

## 最新进展
作为一种结核菌素试验的替代，一些其他的测试也正在发展。 QuantiFERON-TB Gold是一种血液测试方法，测量患者对结核细菌的免疫反应。该中心于2005年12月公布了QuantiFERON-TB Gold的使用说明。QuantiFERON-TB Gold已在美国被食品药品监督管理局（FDA）批准，在欧洲获得了CE标志认证，在日本已经被厚生勞動省批准。